# Patrocinio Díaz

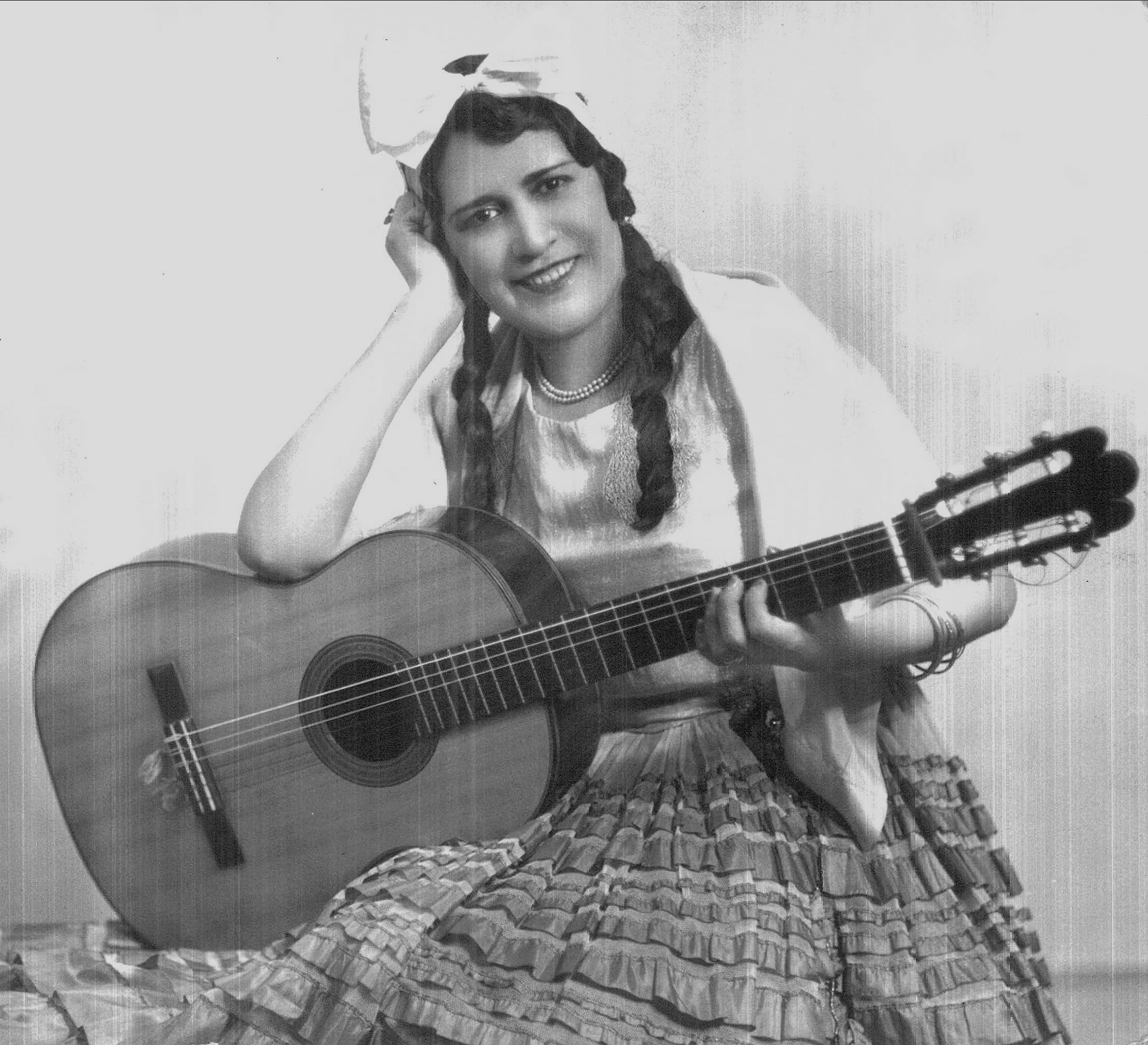
Patrocinio Diaz (1933)

Patrocinio Díaz (* 1905 in Santiago del Estero; † 16. Januar 1969) war eine argentinische Folk- und Tangosängerin.

## Leben und Wirken
Díaz hatte Musikunterricht bei Manuel Gómez Carrillo. Sie begann ihre Laufbahn als Belcantosängerin und trat in ihrer Heimatstadt unter der Leitung von José Osés in der Operette De Madrid a París und unter Paride Grandi in La Geisha und später als Lola in Cavalleria rusticana auf. Nachdem sie bei einem von Andrés Chazarreta organisierten Festivals einige Songs gesungen hatte, nahm dieser sie in seine Gruppe auf. Mit dieser trat sie u. a. in Buenos Aires im Teatro Politeama (1921) und im Teatro Colón und im Teatro Solís in Montevideo auf.
Nach der Trennung von Chazarreta organisierte sie mit ihrem Mann, dem Theatermanager Juan T. Mauri, eine Show mit Tänzern, Sängern und Musikern, die ihre Premiere im Politeama hatte. 1927 trat sie in der Eröffnungsshow des Cine París in Buenos Aires auf, wo sie sich 1930 endgültig niederließ. Sie debütierte dann bei Radio Splendid, wo sie ein Jahr blieb und arbeitete danach anderthalb Jahre bei Radio Prieto. Bei Radio Belgrano trat sie in der ersten Übertragung nach Europa neben Enrique Delfino, Francisco Canaro, Ada Falcón und anderen auf. 1937 wurde sie zur besten Folk-Sängerin Argentiniens gewählt. Díaz nahm hauptsächlich argentinische Folksongs auf, Aufnahmen von drei Tangos und einer Milonga entstanden mit dem Orchester Juan de Dios Filibertos.